# M-63 Plamen
El M-63 "Plamen" es un sistema de Artillería de Cohetes Autopropulsado yugoslavo. Desarrollado en 1963 e inmediatamente aceptado en el servicio por las JNA. Este sistema se usó asiduamente durante las Guerras Yugoslavas.

## Historia de Producción
El ingeniero Obrad Vucurovic, Jefe del Departamento de Diseño e Ingeniería Mecánica, a su vez Jefe del Departamento Operativo como oficial del Departamento de Artillería del Instituto Técnico Militar Yugoslavo; fue la cabeza del proyecto así como el gerente y Jefe de ingenieros, quienes junto a él que desarrollaron y gerenciaron la construccuón y producción del M-63 Plamen.
El objetivo principal del proyecto M-63 Plamen era el de dotar con un sistema de soporte a las líneas del frente, con un sistema de artillería capaz de abatir y derrotar al oponente en acecho y a la vez dotarles de medios de ataque sorpresivos contra las fuerzas enemigas. Puede ser usado también contra construcciones fortificadas, campamentos, campos aéreos, plantas industriales militares, centros de mando, almacenes de abastecimiento, centros de comunicaciones, y demás tipo de construcciones militares.

## Descripción Técnica
El M-63 Plamen consta de 32 tubos de calibre 128mm, que pueden disparar originalmente los proyectiles Plamen-A y Plamen B, con una distancia de alcance efectivo de 8,6 kilómetros (5 mi). El efecto de cada cohete en el blanco es equivalenta al efecto de una ronda de calibre 105 mm. Todos los 32 proyectiles se pueden disparar en intervalos de 6.4, 12.5 o 19.2 segundos. La lanzadera está montada sobre un afuste de giro simple de un camión de remolque que a su vez puede acarrear a vehículos con un gancho de arrastre de 800 milímetros (31 plg) especialmente manufacturado para tal fin. El carguero de reserva puede llevar los cohetes de reposición, como un complemento para el ataque, lo que le proporciona una capacidad de hasta 64 misiles.

## Variantes

### Versiones Previas

#### Yugoslavia
- M-63 "Plamen" – Originalmente monta 32 tubos de calibre 128 mm y usa los misiles Plamen-A y Plamen-B (con un rango de alcance de 8,600 m).[2]

### Versiones Actuales

#### Serbia
- M-94 "Plamen-S" – Sistema de Lanzacohetes múltiple. La lanzadera está montada en un camión 6x6 FAP-2624. La versión M-94 es capaz de usar los cohetes originales del M-63 Plamen, como el Plamen-A y el Plamen-B (con rangos de alcance efectivo de hasta 8,600 m), y el nuevo "Plamen-S" (con un rango de alcance de 12,62 km [12.625 m]).[3]

#### Croacia
- RAK-12 – Versión Croata del M-63, de doce tubos lanzacohetes de calibre 128 mm, capacitada para ser montada en vehículos ligeros, como en un Humvee o en un Jeep.[4]  La lanzadera dispara dos tipos de proyectiles: el M-91 (alcance 8500 m) y el M-93 (alcance 13000 m).[5] El Ejército de Tierra Croata opera 8 RAK-12 y al menos 60 son mantenidos en la reserva.

- LOV RAK-24 – Versión Croata del M-63, de veinte tubos lanzacohetes de calibre 128 mm, capacitada para ser montada en el Vehículo de Transporte de Infantería Croata LOV.[6]

## Usuarios

### Actuales
- Serbia

18 Unidades de M-94 Plamen-S.
200 Unidades de M-63 (en estado de reserva)
- Bosnia y Herzegovina

5 Unidades de M-63 Plamen.
- Chipre

24 Unidades de M-94 Plamen-S.
- Georgia

12 Unidades de M-63 Plamen.
- Yemen

Indeterminado número de unidades de M-63 Plamen
- Ucrania

Indeterminado número de unidades de RAK-12 donados por Croacia

### Anteriores
- Croacia

4 Unidades de M-94 Plamen-S.
200 Unidades de M-63 Plamen (parte en reserva).
- Macedonia del Norte

12 Unidades de M-63 Plamen (en estado de reserva).

### Desarrollos relacionados
M-77 Oganj
M-87 Orkan

### Armas similares
- LAR-160
- / LAROM
- / TAM VCLC
- Astros II
- Cohete Rayo
- SLM FAMAE
- HIMARS
 MLRS
- / RM-70
- / WR-40 Langusta
- Lanzacohetes múltiple "Teruel"
- / BM-21 Grad
 / BM-30
- / Katyusha
- TOS-1
- // M-77 Oganj
 // M-87 Orkan